# Robert Eshun
Robert Eshun (Acra, Ghana, 19 de diciembre de 1974-Londres, Inglaterra, 23 de octubre de 2023) fue un futbolista de Ghana que jugó en la posición de delantero.

## Carrera

### Club
| Periodo   | Club             |
| --------- | ---------------- |
| 1990-1992 | Asante Kotoko SC |
| 1992–1993 | KV Turnhout      |
| 1993–1997 | KFC Tielen       |
| 1997–1999 | KFC Lommel SK    |
| 1999–2001 | Gaziantepspor    |
| 2001–2003 | KFC Dessel Sport |
| 2003      | Sarawak FA       |

### Selección nacional
Jugó para Ghana en dos ocasiones en el 2000.

## Muerte
Robert Eshun murió de un ataque cardíaco en Londres el 23 de octubre de 2023 a los 48 años.

## Logros

### Club
- Copa de Ghana (1): 1990.[5]

### Individual
- Goleador de la Copa de Turquía en 1999/2000.